# Dryopteris austriaca
Dryopteris austriaca là một loài dương xỉ trong họ Dryopteridaceae. Loài này được Jacq. Woyn. ex Schinz & Thell. mô tả khoa học đầu tiên năm 1915.